# Wilhelm Kalliwoda
Wilhelm Kalliwoda (Donaueschingen (Baden-Württemberg), 19 de juliol, 1827 - Karlsruhe (Baden-Württemberg), 8 de setembre, 1893), va ser un compositor, professor de música i director de banda principal de l'orquestra estatal de Baden al Court Theatre de Karlsruhe.

## Vida i obra
Wilhelm Kalliwoda va néixer a Donaueschingen com a fill del compositor bohemi Jan Kalivoda i de la cantant Therese Brunetti (1803–1892). El 1849, amb 22 anys, va arribar a Karlsruhe com a director del cor de l'església catòlica. El 1853 va ser nomenat director musical de la "Baden State Orchestra". Primer al costat de Hermann Levi, que va ser director de banda de 1864 a 1872, després al costat de Max Zenger, que va ser director de banda de 1872 a 1875, Wilhelm Kalliwoda va ser nomenat director de banda el 1866 i va ocupar el càrrec fins a 1875. També va treballar com a professor de música a Karlsruhe durant tota la seva vida. Els seus alumnes més famosos van ser la gran duquessa Luise i, el 1866, la pianista i compositora alemanya Luise Adolpha Le Beau. Com a compositor va publicar una obertura, peces per a piano i diverses cançons. En fundar l'"Associació Filharmònica" va fer grans contribucions a la vida musical de la ciutat de Karlsruhe.

## Obra
- „Caprice Fantaisie“ op. 1, amb C. F. Peters publicat a Leipzig
- „Sechs Charakterstücke“ op. 2, amb C. F. Peters in Leipzig
- „Impromptu“ op. 3, bei C. F. Peters in Leipzig, 1850
- „Scherzo“ op. 4,  („Das Pianoforte“ Franz Liszt) a Hallberger a Stuttgart
- „Sechs Marienlieder“ op. 5, per al cor de dones Breitkopf & Härtel
- „Valse impromptu“ op. 6, amb Peters in Leipzig
- „Sechs Lieder“ op. 7, per a 1 veu cantant amb acompanyament de piano Peters in Leipzig
- „Messe“ per a cor mixt op 8, amb acompanyament de 2 oboès, 2 clarinets, 2 fagots, 2 trompetes, 2 trompes i 2 trombons.
- „Fünf geistliche Lieder“ op. 9, für gemischten Chor, bei Rieter und Biedermann, Winterthur
- „Sechs Fantasiestücke“ op. 10
- „Polka“ op. 11, für Pianoforte bei Peters in Leipzig (als Ballettmusik in Stradella verwe